# Fixação de gauge
Na física de teorias de gauge, fixação de gauge ou fixação de calibre (também chamada escolha de um gauge) denota um procedimento matemático para a cópia com graus de liberdade redundantes em campos variáveis. Por definição, uma teoria de gauge representa fisicamente cada configuração distinta do sistema como uma classe equivalente de configurações de campo local detalhadas. Qualquer duas configurações detalhadas na mesma classe equivalente são relacionadas por uma transformação de gauge, equivalente a uma transformação de simetria ao longo dos eixos geométricos (não físicos) no espaço de configuração. A maioria das predições físicas quantitativas de uma teoria de gauge podem somente ser obtidas sob uma coerente supressão ou ignorando estes graus de liberdade não físicos.
Embora os eixos não físicos no espaço de configurações detalhadas sejam uma propriedade fundamental do modelo físico, não existe um conjunto especial de direções "perpendiculares" a eles. Desde que existe uma enorme quantidade de liberdade envolvida na tomada de uma "seção transversal" representando cada configuração física por uma configuração detalhada particular (ou mesmo de uma distribuição ponderada delas). Arbitrárias fixações de gauge podem simplificar cálculos imensamente, mas tornam-se progressivamente mais difíceis à medida que o modelo se torna mais realista; sua aplicação na teoria quântica de campos é trabalhosa com complicações relacionadas à renormalização, especialmente quando a computação é continuada a mais altas ordens. Historicamente, a busca por procedimentos de fixação de gauge logicamente consistentes e tratáveis computacionalmente, e esforços para demonstrar sua equivalência em face de uma confusa variedade de dificuldades técnicas, tem sido um principal condutor da física matemática do século XIX ao presente.